# Torn (album van Evergrey)
Torn is het zevende album van de Zweedse metalband Evergrey, uitgebracht in 2008 door SPV.

## Track listing
1. "Broken Wings" - 4:42
2. "Soaked" - 4:58
3. "Fear" - 4:15
4. "When Kingdoms Fall" - 5:32
5. "In Confidence" - 4:03
6. "Fail" - 4:50
7. "Numb" - 5:17
8. "Torn" - 4:43
9. "Nothing Is Erased" - 4:40
10. "Still Walk Alone" - 4:43
11. "These Scars" - 5:51
12. "Caught In a Lie" - 5:46 (bonusnummer)

## Band
- Tom S. Englund - zanger, gitarist
- Henrik Danhage - gitarist
- Jari Kainulainen - bassist
- Jonas Ekdahl - drummer
- Rikard Zander - toetsenist